# Estadio Metropolitano de Mérida
Estadio Metropolitano de Mérida ist ein Multifunktionsstadion in Mérida, Venezuela. Es wurde 2005 als Austragungsort für die Copa América 2007 errichtet. Außerdem werden dort Heimspiele der venezolanischen Fußballnationalmannschaft und des Vereins Estudiantes de Mérida ausgetragen.
Das Stadion ist Teil eines im Süden Méridas gelegenen und Cinco Águilas Blancas genannten Sportkomplexes.
Das Eröffnungsspiel erfolgte am 25. Mai 2007. In einem Freundschaftsspiel besiegte Venezuela Honduras mit 2:1.

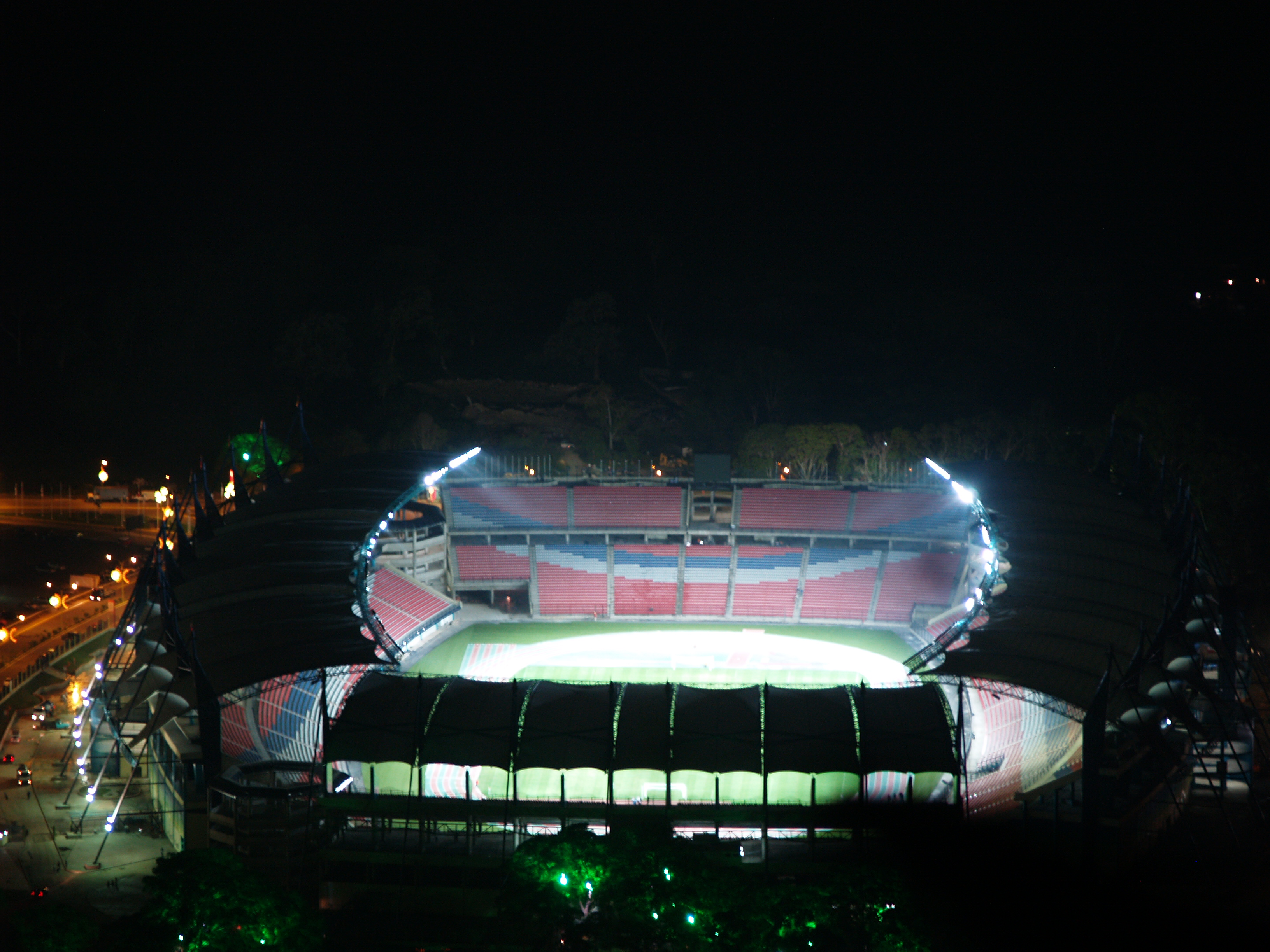
Estadio Metropolitano de Mérida bei Nacht
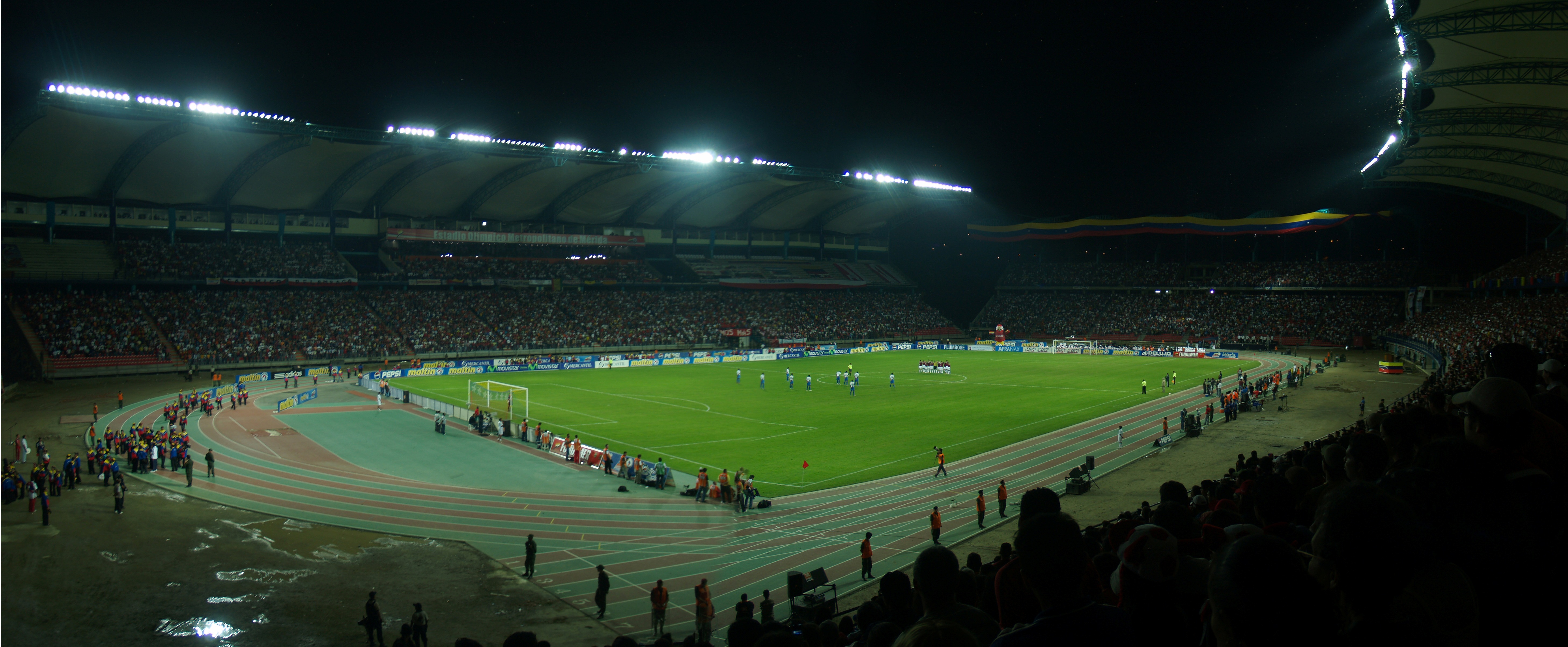
Innenansicht des Stadions